# Hein Vanhaezebrouck
Hein Vanhaezebrouck (Kortrijk, 16 februari 1964) is een  Belgische voetbalcoach en voormalig voetballer, die als verdediger speelde bij onder meer KV Kortrijk, KRC Harelbeke en KSC Lokeren. Hij was gedurende twee periodes van 2014 tot 2017 en van 2020 tot 2024 hoofdtrainer van KAA Gent, waarmee hij in 2015 de eerste landstitel uit de clubgeschiedenis veroverde en in 2022 de Beker van België won. Verder trainde Vanhaezebrouck onder andere KV Kortrijk, KRC Genk en RSC Anderlecht. 

## Spelerscarrière

### Jeugd
Hein Vanhaezebrouck werd in 1964 geboren als de zoon van Colette en Walter Vanhaezebrouck. Hij heeft drie broers en een zus. Hij groeide op in Lauwe en begon zijn spelerscarrière bij de jeugd van het bescheiden White Star Lauwe, de club waarvan zijn vader de secretaris was. Samen met leeftijdsgenoten Lorenzo Staelens en Rudy Ducoulombier, die het eveneens tot de Eerste Klasse van het Belgisch voetbal zouden schoppen, doorliep hij de jeugdreeksen van de West-Vlaamse club.

### White Star Lauwe
Begin jaren 1980 maakte hij onder coach Jacques Stockman zijn debuut in het eerste elftal. White Star Lauwe speelde op dat ogenblik in de provinciale afdelingen. In 1982 promoveerde Vanhaezebrouck met White Star Lauwe naar de Vierde Klasse.

### Doornik
In 1984 stapte Vanhaezebrouck over naar derdeklasser RC Doornik, waar hij een ploeggenoot werd van onder meer gewezen Standard- en Gent-speler Jean-Michel Lecloux en gewezen Club Brugge-speler Danny Decubber. Met het team van trainer Richard Cornil draaide hij een jaar mee in de middenmoot. Nadien keerde Vanhaezebrouck terug naar West-Vlaanderen.

### KV Kortrijk
In 1985 versierde de 21-jarige verdediger een transfer naar eersteklasser KV Kortrijk. De club uit zijn geboortestreek werd op dat ogenblik geleid door trainer Dimitri Davidović en kon rekenen op sterkhouders als Dominique Lemoine, Nico Broeckaert, Claude Verspaille en Ghislain Vergote. Vanhaezebrouck werd door de club aangetrokken als een concurrent voor de Duitse libero Dieter Schwabe. Hij kon echter niet doorbreken bij Kortrijk, dat in het seizoen 1985/86 net boven de degradatiezone eindigde, en keerde na het seizoen terug naar Lauwe.

### Opnieuw naar Lauwe
Na een afwezigheid van twee seizoenen belandde Vanhaezebrouck opnieuw bij White Star Lauwe, waar Gilbert Van Binst inmiddels hoofdcoach was geworden. Onder leiding van de oud-international eindigde Lauwe voor het tweede jaar op rij in de top vijf in Vierde Klasse A. Het leverde zijn ploeggenoot Staelens een transfer op naar KV Kortrijk. In het seizoen 1987/88 zakte Lauwe terug naar de middenmoot, hield Van Binst het voor bekeken en maakte met Ducoulombier, opnieuw een sterkhouder, de overstap naar Kortrijk. Een jaar later besloot ook Vanhaezebrouck om opnieuw een stap hogerop te zetten.

### Harelbeke
In 1989 vertrok de 25-jarige Vanhaezebrouck naar het KRC Harelbeke van de Hongaarse coach László Fazekas. De West-Vlaamse club was net naar de Derde Klasse gedegradeerd. Hij groeide er als libero meteen uit tot een vaste waarde. In 1990 promoveerde hij met de club terug naar de Tweede Klasse, waarna trainer Marc Millecamps het roer overnam. Onder leiding van Millecamps en dankzij sterkhouders als Vanhaezebrouck, Piet Verschelde, Kurt Deltour en Joris De Tollenaere eindigde Harelbeke vier jaar op rij op een veilige plaats in de middenmoot. In 1994 werd Millecamps opgevolgd door Henk Houwaart en wist Harelbeke zich te plaatsen voor de eindronde. In die eindronde won de West-Vlaamse club vier keer, waardoor het boven Racing Genk, Excelsior Moeskroen en Beerschot eindigde en naar de Eerste Klasse promoveerde.
Na de promotie trok de club onder meer Patrice Zéré, Jan Van Tieghem, Félix-Michel N'Gongé en Florin Frunza aan. De club slaagde erin om zich meteen in de middenmoot te nestelen. In het seizoen 1997/98 werd Harelbeke zelfs verrassend vijfde, waardoor de club net naast Europees voetbal greep.

### KSC Lokeren
Na het succesjaar vertrok de inmiddels 34-jarige Vanhaezebrouck net als ploeggenoot Zéré naar KSC Lokeren. In het team van trainer Willy Reynders werd hij een ploeggenoot van onder meer Jan Koller, Arnar Viðarsson, Ronny Van Geneugden en Chris Janssens. In zijn eerste seizoen eindigde hij met Lokeren op de vijfde plaats en bereikte hij de halve finale van de beker. In de zomer van 1999 zag Lokeren topschutter Koller naar RSC Anderlecht verkassen, waarna de club naar de tiende plaats zakte. In 2000 zette Vanhaezebrouck een punt achter zijn spelerscarrière.

## Trainerscarrière

### Beginjaren
Vanhaezebrouck, die als speler van Harelbeke ook al eens enkele jeugdploegen van de club had getraind, ging na zijn spelerscarrière aan de slag als hulptrainer bij Lokeren. In 2000 werd hij de assistent van Georges Leekens, een jaar later van diens opvolger Paul Put.
In oktober 2002 besloot de mondige Vanhaezebrouck om zelf hoofdcoach te worden. Hij werd trainer van tweedeklasser KSV Ingelmunster, dat net coach Rik Vande Velde had ontslagen. De fusieclub werkte zijn wedstrijden af in het Forestiersstadion, het stadion waar hij als speler van Harelbeke zelf tien jaar gespeeld had. Onder zijn leiding ontsnapte Ingelmunster in het seizoen 2002/03 net aan de degradatie. In 2003 veranderde de club haar naam in SW Harelbeke, maar ook dat leidde niet het begin in van een sportieve wederopstanding. Na enkele slechte resultaten werd Vanhaezebrouck in november 2003 ontslagen. De club zou dat seizoen naar de Derde Klasse degraderen.
Vervolgens ging Vanhaezebrouck aan de slag bij zijn ex-club White Star Lauwe. In het seizoen 2004/05 volgde hij bij de vierdeklasser hoofdcoach Rik Buyse op. De club eindigde in zowel 2005 als 2006 veilig in de middenmoot. In de zomer van 2006 werd hij opgevolgd door Kenneth Brylle.

### KV Kortrijk
Op 1 juli 2006 ging Vanhaezebrouck aan de slag bij KV Kortrijk, dat inmiddels in de Tweede Klasse uitkwam. De club wilde zo snel mogelijk terug naar de hoogste afdeling promoveren. In zijn eerste seizoen werden de West-Vlamingen derde en nam de club deel aan de eindronde om promotie. Kortrijk wist in die eindronde echter geen enkele wedstrijd te winnen.
Na de teleurstellende eindronde trok de club onder meer Istvan Bakx, Kristof Van Hout, Mahamed N'Diaye en Ernest Nfor aan. Mede dankzij de nieuwe spelers slaagde Kortrijk er dit keer wel in om kampioen te worden. De club promoveerde zo na vier seizoenen terug naar de Eerste Klasse.
Na de promotie versterkte de West-Vlaamse club zich opnieuw. Vanhaezebrouck mocht in de zomer van 2008 onder meer Glenn Verbauwhede, Ibou Sawaneh, Cheikhou Kouyaté en Karim Belhocine aan zijn selectie toevoegen. Daarnaast trok de club tijdens de winterperiode ook Davy De Beule en Mustapha Oussalah aan. Desondanks werd het een moeilijk seizoen voor Kortrijk. Door de geplande competitiehervorming maakten in het seizoen 2008/09 immers vier in plaats van de gebruikelijke twee clubs kans op degradatie. Uiteindelijk werd Kortrijk veertiende, waardoor het niet degradeerde of aan de eindronde hoefde deel te nemen.

### KRC Genk
In maart 2009 zette KRC Genk-trainer Ronny Van Geneugden een stap opzij en werd assistent-coach Pierre Denier tijdelijk hoofdcoach van de Limburgse topclub. In diezelfde maand werd Vanhaezebrouck vastgelegd als coach voor het volgende seizoen. Hij tekende op 29 maart 2009 een contract voor drie seizoenen.
In de zomer van 2009 nam Vanhaezebrouck de sportieve leiding over bij Genk. De ambitieuze West-Vlaming kreeg bij de Limburgse club onder meer Elyaniv Barda, Thomas Buffel, Marvin Ogunjimi en João Carlos onder zijn hoede. Bij zijn ex-club Kortrijk plukte hij de Nederlander Istvan Bakx weg.
Ondanks de getalenteerde spelersgroep kende Genk geen goed seizoen. De club verloor regelmatig thuiswedstrijden en Vanhaezebrouck kwam al snel onder vuur te liggen vanwege zijn tactiek, 3-4-3-formatie en gebrek aan zelfkritiek. Eind november 2009 werd hij ontslagen.

### Terug naar KV Kortrijk
In de zomer van 2010 kreeg Vanhaezebrouck door het vertrek van Georges Leekens naar de nationale ploeg de kans om terug naar Kortrijk te keren. Doordat de West-Vlaamse club in het seizoen 2009/10 verrassende vierde was geworden en Vanhaezebroucks passage bij Genk geen succes was geworden, stond er veel op het spel voor de trainer. Hij slaagde erin om met Kortrijk op de tiende plaats te eindigen, waardoor de club zich verzekerde van het behoud en mocht deelnemen aan play-off II.
Vanaf 2011 bouwde Vanhaezebrouck zijn elftal uit tot een team dat het de topclubs regelmatig lastig kon maken. Met spelers als Gertjan De Mets, Ervin Zukanović, Brecht Capon, Landry Mulemo, Steven Joseph-Monrose, Dalibor Veselinović en Pablo Chavarría wist hij in het seizoen 2011/12 beslag te leggen op de zesde plaats, waardoor de West-Vlamingen voor de tweede keer in drie jaar tijd mochten deelnemen aan play-off I. In de play-offs won Kortrijk thuis van Club Brugge en latere kampioen Anderlecht. Daarnaast ging het ook winnen op het veld van AA Gent.
Datzelfde jaar bereikte Kortrijk ook voor het eerst de bekerfinale. Het team van Vanhaezebrouck nam het in de finale op tegen KSC Lokeren. De West-Vlamingen speelden een lange tijd met een man meer maar konden desondanks de beker niet in de wacht slepen. Lokeren won het duel met 1-0 na een laat doelpunt van Hamdi Harbaoui. Aan het einde van het seizoen 2011/12 werd Vanhaezebrouck verkozen tot Trainer van het Jaar.
In de daaropvolgende seizoenen eindigde Kortrijk veilig in de middenmoot. In het seizoen 2013/14 loodste Vanhaezebrouck zijn elftal naar groepswinst in poule B van play-off II. Daardoor mocht Kortrijk het twee keer opnemen tegen KV Oostende, winnaar van poule A. Zowel de heen- als terugwedstrijd eindigde op 2-2. In de daaropvolgende strafschoppenreeks trok Oostende aan het langste eind (7-6).

### KAA Gent
Begin mei 2014 werd Vanhaezebrouck benoemd als coach van AA Gent. De Oost-Vlaamse club was er in het seizoen 2013/14 niet in geslaagd om zich te kwalificeren voor play-off I en hoopte om onder Vanhaezebrouck opnieuw aansluiting te vinden bij de top.
Vanhaezebrouck en het bestuur besloten de selectie grondig aan te passen. Spelers als Christian Brüls, Habib Habibou en Hervé Kage mochten andere oorden opzoeken, terwijl de club met Sven Kums, Benito Raman, Mustapha Oussalah, Rami Gershon en Karim Belhocine verscheidene spelers aantrok met wie Vanhaezebrouck al eens had samengewerkt bij Kortrijk. Verder plukte de club ook spits Laurent Depoitre weg bij Oostende.
Onder leiding van Vanhaezebrouck, die ook in Gent regelmatig voor de aanvallende 3-4-3-formatie koos, slaagde zijn team erin om tweede te worden in de reguliere competitie, op slechts vier punten van leider en bekerwinnaar Club Brugge. Daardoor maakte Gent net als RSC Anderlecht en Standard Luik nog kans op de titel. Al snel bleek het een strijd te worden tussen Club Brugge, Anderlecht en Gent. Op twee speeldagen van het einde deed Gent een gouden zaak door op het veld van Club Brugge te gaan winnen met 2-3. Raman scoorde toen in de 87e minuut het beslissende doelpunt. Gent gaf de leiderspositie niet meer uit handen. Een thuiszege tegen Standard volstond om de eerste landstitel in de geschiedenis van de club in de wacht te slepen. Zo'n 125.000 mensen woonden nadien de Gentse titelviering bij. Na afloop van het seizoen mocht Vanhaezebrouck ook de Guy Thys Award in ontvangst nemen.
Aan het begin van het seizoen 2015/16 veroverden Vanhaezebrouck en Gent ook de supercup. De Buffalo's versloegen bekerwinnaar Club Brugge met 1-0 na een doelpunt van Laurent Depoitre. Datzelfde seizoen leidde hij Gent naar de achtste finales van de Champions League. Daarmee was KAA Gent de eerste Belgische club in vijftien jaar die kon overwinteren in de Champions League. In december 2015 ontving Vanhaezebrouck ook de Trofee Raymond Goethals vóór de andere genomineerden Marc Wilmots en Yves Vanderhaeghe. In de competitie eindigde Gent dat seizoen op de derde plaats.
In het seizoen 2016/17 kon Vanhaezebrouck opnieuw Europees overwinteren met Gent, dit keer in de Europa League. In de 1/16e finales versloegen ze het Engelse Tottenham. In de 1/8e finales werden ze uiteindelijk gewipt door landgenoot KRC Genk. In de competitie behaalde hij met de Buffalo's opnieuw de derde plaats. Op 3 mei 2017 werd zijn contract bij Gent met een jaar verlengd tot 2019.
In het seizoen 2017/18 maakte KAA Gent een moeilijke competitiestart, Gent stond na acht speeldagen op een veertiende plaats met slechts één overwinning. Op 27 september 2017 gaf Vanhaezebrouck samen met voorzitter Ivan De Witte een persconferentie waar hij duidelijk maakte dat ze in onderling overleg de samenwerking stopzetten. Hij werd door de pers aan RSC Anderlecht gelinkt maar maakte op de persconferentie duidelijk dat hij voorlopig geen contact had met Anderlecht.

### RSC Anderlecht
Minder dan een week na zijn ontslag bij AA Gent, op 3 oktober 2017, werd Vanhaezebrouck coach bij RSC Anderlecht. Hij werd in zijn eerste seizoen 3de in de Jupiler Pro League, Club Brugge werd kampioen. Hij werd het seizoen erna ontslagen na een 2-1 nederlaag tegen Cercle Brugge en omwille van slechte resultaten van het team.

### Terug naar KAA Gent
In het begin van het seizoen 2020-2021 presteerde AA Gent teleurstellend. Na het ontslag van Jess Thorup in augustus 2020 werd László Bölöni aangesteld als nieuwe coach. In september van dat jaar werd Bölöni vervangen door Wim De Decker die ook het tij niet wist te keren met als gevolg een ontslag. Op 4 december 2020 werd Hein Vanhaezebrouck aangesteld als nieuwe coach van KAA Gent en tekende een contract tot en met juni 2022. Hij was de vierde hoofdtrainer van KAA Gent in het seizoen 2020/21. In april 2024 werd bekendgemaakt dat de wegen tussen beide partijen scheiden na het einde van het seizoen 2023/24.

## Clubs als speler
- 1971-1984 White Star Lauwe
- 1984-1985 Racing Doornik
- 1985-1986 KV Kortrijk
- 1986-1989 White Star Lauwe
- 1989-1998 RC Harelbeke
- 1998-2000 Sporting Lokeren

## Clubs als trainer
- 2000-11/2002 Sporting Lokeren (assistent-trainer)
- 11/2002-11/2003 Sporting West
- 11/2004-2006 White Star Lauwe
- 2006-2009 KV Kortrijk
- 2009-11/2009 KRC Genk
- 2010-2014 KV Kortrijk
- 2014-09/2017 AA Gent
- 10/2017-12/2018 RSC Anderlecht
- 12/2020-06/2024 KAA Gent

## Palmares

### Als trainer
| Competitie         |             |             |             |             |
| Competitie         | Aantal      | Jaren       |             |             |
| KV Kortrijk        | KV Kortrijk | KV Kortrijk | KV Kortrijk | KV Kortrijk |
| ------------------ | ----------- | ----------- | ----------- | ----------- |
| Tweede klasse      | 1×          | 2008        |             |             |
| KAA Gent           |             |             |             |             |
| Belgisch kampioen  | 1×          | 2015        |             |             |
| Beker van België   | 1×          | 2022        |             |             |
| Belgische Supercup | 1×          | 2015        |             |             |

| Individueel                   |    |            |
| Belgisch Trainer van het Jaar | 1× | 2012       |
| Guy Thys Award                | 1× | 2015       |
| Trofee Raymond Goethals       | 2× | 2015, 2023 |
| Coach van het jaar            | 1× | 2015       |

## Trivia
- In het Belgische voetbalseizoen 2009-2010 werd Vanhaezebrouck door een Genk-supporter tijdens de wedstrijd Kortrijk-Genk uitgemaakt voor "Billie Turf". De supporter kreeg hiervoor in 2010 vier maanden stadionverbod en 300 euro boete.[13]